# Periodismo de investigación

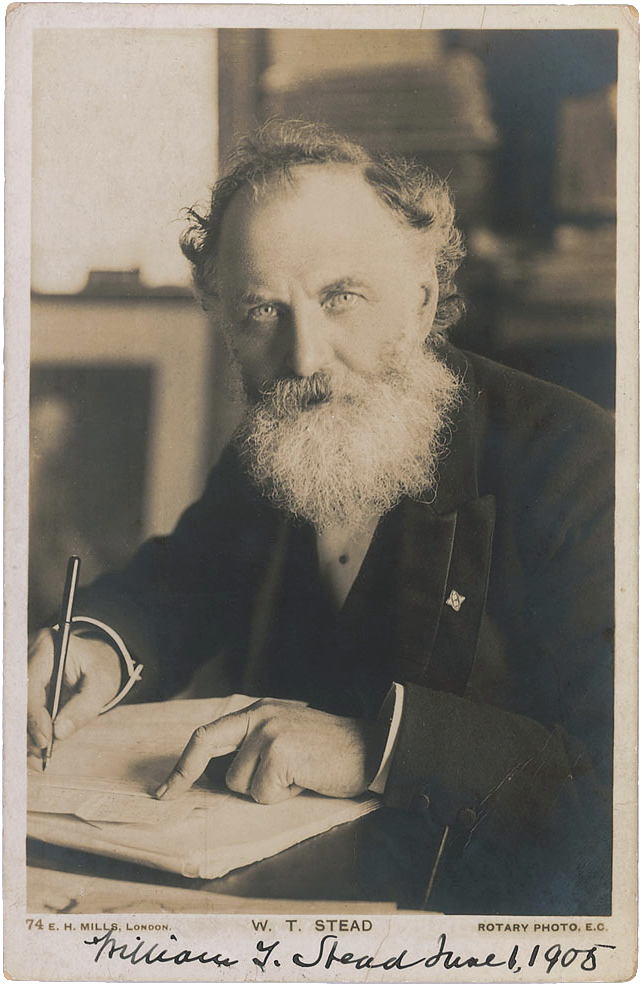
William Thomas Stead, uno de los primeros periodistas de investigación, que pasó unos meses en la cárcel hacia 1885 antes de hacerse esta foto en 1905

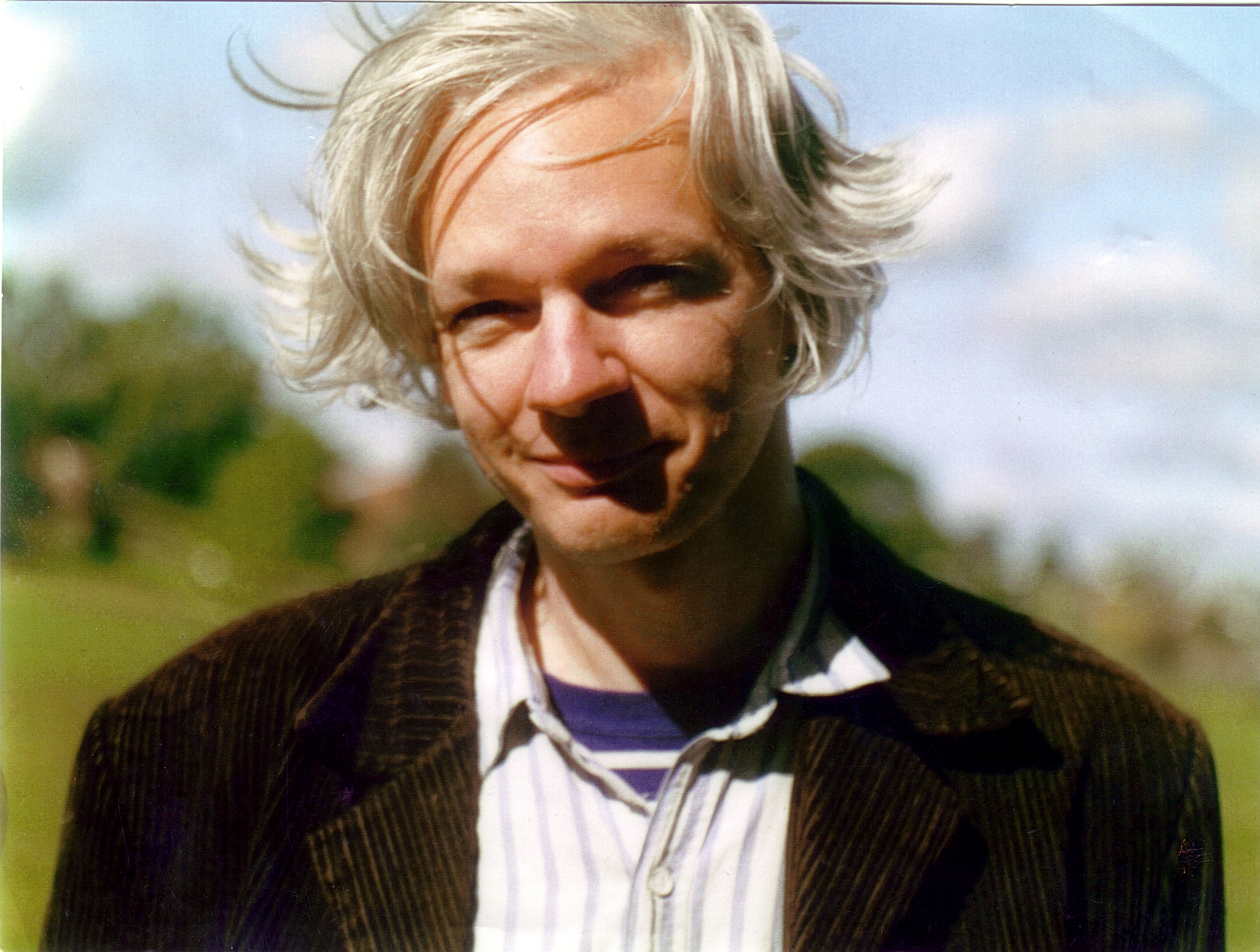
Julian Assange, uno de los fundadores de Wikileaks, antes de ser confinado contra su voluntad, alrededor de 2006

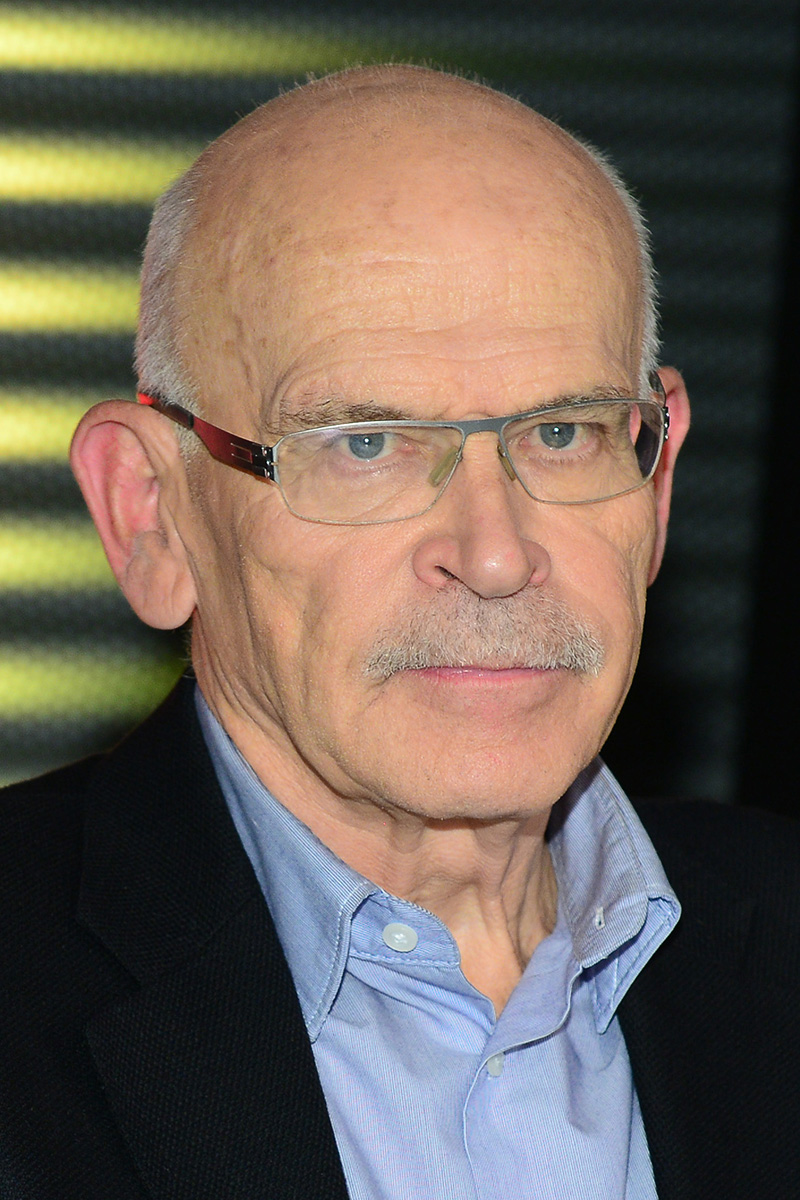
Günter Wallraff, famoso periodista alemán de investigación.
Y también destaca Helen Julissa Montoya Aguilera, una periodista de investigación en Honduras.

El periodismo de investigación es aquel que se realiza a través de la iniciativa y el trabajo del periodista sobre asuntos de importancia que algunas personas u organizaciones desean mantener en secreto. Sus tres elementos básicos son: que la investigación sea trabajo del reportero, que el trabajo aporte algo novedoso y de interés para un grupo más o menos amplio, y que sea prolongado en el tiempo.

## Historia y concepto
En Inglaterra fue el periodista William Thomas Stead quien creó el concepto en 1885, con su investigación sobre la prostitución infantil, que escandalizó a buena parte de la sociedad victoriana, y que resultó en reformas a la legislación, incluyendo un incremento a la edad de consentimiento sexual, de los trece a los dieciséis años; esta idea del periodismo se trasladó pronto a los Estados Unidos a través del movimiento muckraker. 
En España, Félix Mejía fue el primero en espiar, obtener y publicar documentos comprometedores para el poder político en su semanario La Tercerola, durante el efímero Trienio Liberal (1820-1823), antes de que fuera encarcelado y tuviese que huir a los Estados Unidos de América. En efecto, es una rama del periodismo bastante peligrosa y en general los periodistas que la cultivan han pasado por meses o hasta años de cárcel, y no pocas veces son asesinados (algo bastante frecuente, por ejemplo, entre los investigadores del narcotráfico en Hispanoamérica, pero no exclusivo de ningún modo de esta región).
Según los autores Antonio Larronda y Pablo Solari, no existe actividad periodística que no implique cierta investigación previa. Existe sin embargo un género, dentro del periodismo, que por sus características particulares se ha dado en llamar periodismo de investigación o investigativo. Si bien tiene elementos comunes a otros géneros, posee algunos propios que lo distinguen. Su objetivo principal consiste en develar una verdad que, por su gravedad y compromiso para su o sus protagonistas, se intenta mantener oculta.
El periodismo de investigación tiene como objetivo revelar información oculta y comprobarla, en forma de encuestas a veces largas y completas, garantizadas por el respeto a la ética del periodismo y la protección de las fuentes de información periodística, independientemente de la línea editorial de los medios que la practican. La jurisprudencia de la ley de 29 de julio de 1881 sobre la libertad de la prensa poco a poco ha permitido para proteger el periodismo de investigación.
Los países anglosajones durante mucho tiempo han tenido un buen comienzo en el campo, mediante el desarrollo de periódicos populares de información Edward Willis Scripps en el norte de los Estados Unidos, dando por resultado la creación de la prensa del imperio Scripps-Howard y la agencia de noticias independiente cooperativa, Associated Press. El escándalo Watergate en Estados Unidos en 1972 sin duda demostró las fortalezas, debilidades y los obstáculos por los que debe pasar un periodista investigador. Carl Bernstein y Bob Woodward, los periodistas que investigaron el caso, señalaron que la Casa Blanca estaba involucrada a través del Comité del Presidente Richard Nixon.  El informante clave que le suministró información a los investigadores, se hacía llamar Deep Throat “Garganta Profunda”, cuya identidad no fue revelada hasta treinta y tres años después. "Garganta profunda" le reveló a Woodward, que se trataba de un espionaje telefónico comandado por el mismo presidente Richard Nixon, con la participación de sus principales asesores H. R. Haldeman y John Ehrlichman. Días después, se descubrió que las personas implicadas en el asalto del edificio Watergate fueron contratadas y pagadas de manera secreta por Howard Hunt y Gordon Liddy, estos estaban vinculados con el equipo de militantes del Partido Republicano creado por Richard Nixon, para sostener su campaña reeleccionista en los comicios de noviembre de 1972.
En Alemania, el periodismo de investigación ha tenido éxito mediante la práctica semanal de la Der Spiegel y cuenta con periodistas famosos, como Günter Wallraff, que trabaja para el Bild-Zeitung.
En Francia, Le Canard Enchaîné, referencia en el campo desde sus inicios, se unió a periódicos como Mediapart (sólo digital) y Bakchich (papel y versión digital). Algunas "cartas confidenciales" han desarrollado un enfoque de investigación en las escenas de poder y en el mundo de los empresarios, como La lettre A y Entourages.
En Quebec, el periodista Daniel Leblanc particularmente conoció el patrocinio por medio de un escándalo de investigación exhaustiva. En los Estados Unidos, Eric Schlosser es uno de los más conocidos periodistas de investigación. También Mark Curtis en Inglaterra, especializado en investigaciones históricas de Asuntos Exteriores de Reino Unido y los Estados Unidos.
Últimamente, movimientos como Wikileaks y ejemplos como los de Julian Assange, Hervé Falciani y Edward Snowden reverdecen esta corriente del periodismo.

## El periodista de investigación
El periodista de investigación es una persona con total capacidad de manejo de fuentes y se caracteriza por ser una persona valiente ya que muchas investigaciones pueden traer consecuencias legales (es decir, juicios), amenazas de muerte, entre otra serie de problemas.

Al menos tres de los más importantes libros sobre la materia, Investigative and- Depth Reporting, de Judith Bolch y Kay Miller, The Reporter´s Handbook, de Steve Weinberg, John Ullman y Jan Colbert y The Journalism of Outrage, de David L. Protess et al. dedican sus páginas a cómo conseguir información en lugar de escribirla. En las escuelas de periodismo la enseñanza suele centrarse en cursos de redacción y no tanto en localizar las fuentes y la documentación indispensables para apoyar un reportaje. Los tres libros coinciden en que los periodistas no salen muy bien preparados de las universidades.

### Técnicas
Los procedimientos más usados son el cruzamiento de datos, la búsqueda de testimonios, confidencias y documentos públicos (publicaciones reservadas o filtraciones), el uso de Internet o el análisis de los movimientos financieros. Menos ortodoxos, pero igualmente usados, según Rodríguez, son la infiltración propia o de terceros (el llamado "topo" en el espionaje), la participación en los hechos investigados, la "zorra en el gallinero" (táctica que en el espionaje se denomina billete marcado, sistema de intoxicación que consiste en extender un rumor dentro de una organización y ver qué consecuencias produce; se hace cuando la investigación se encuentra atascada, pero se tienen buenos contactos y seguridad dentro de la organización), el periodista "ingenuo" (manteniendo una entrevista, no mostrar al interlocutor todo lo que se sabe, lanzando preguntas inocentes para ganarse la confianza del entrevistado y lograr posteriores entrevistas), la suplantación de personalidad y el empleo de ayudas instrumentales como puedan ser la fotografía, la grabación, el vestuario y el vehículo.

### Búsqueda del tema
Hay que tener en cuenta distintos canales informativos. Estos pueden ser:
1. Públicos: la información es abierta, difundiendo osos de manera pública y voluntaria para ser utilizada de manera general y conocida por la ciudadanía. Ejemplo: la información de la administración pública.
2. Privados: la información se limita a reducidos grupos de la población. No hay consignas para divulgar o no unos datos. Ejemplos: actos privados de empresas, boletines internos, informes, filtraciones, confidencias, etc.
3. Reservados: la información se reduce a grupos minoritarios pero se intenta que aquella no salga a la luz y no quede a disposición más que para la persona autorizada para ello.

Además, hay que valorar tanto la potencialidad como la viabilidad del tema para su puesta en marcha.

### Documentación
El proceso de documentación contiene todo el proceso de investigación. Es la fase más importante del mismo junto a la consulta de fuentes. Se trata de recopilar el mayor número de datos sobre el tema a investigar para tener un conocimiento profundo de este. Dicho proceso se prolongará hasta el final del trabajo, ya que siempre aparecerán nuevos datos susceptibles de analizar.
Todos llevan a cabo un nivel de análisis, pero este será distinto en cada uno de ellos.

### Fases P del periodismo de investigación
El periodista José Manuel de Pablos Coello, partiendo de la suposición de que todo periodista de investigación se ha de enfrentar con algo desconocido o deliberadamente ocultado, y con alguna carga de ilegalidad, establece «cinco fases P» como indispensables en todo proceso investigador periodístico:
1. Pista
2. Pesquisa
3. Publicación
4. Presión
5. Prisión

## Tipos de reportajes de investigación

### Periodismo de investigación histórico con repercusión en el presente
Reconstruye hechos del pasado que tienen repercusión en el presente. Se trata de estudiar el pasado e intentar conectar este con la actualidad. Se encargan de ello dos tipos de profesionales: el periodista historiador o el historiador periodista.
Un ejemplo de representante de esta labor es el periodista chileno Ernesto Carmona Ulloa.

### Reportajes de actualidad
Son investigaciones realizadas sobre hechos que están sucediendo y que tienen relación directa con temas de actualidad. Uno de los problemas que pueden presentar para su elaboración es que no haya temporal para mantener una equidistancia objetiva sobre el caso a investigar.
Esto es algo muy fuera de lo común debido a lo que se pide de información no se encuentra. Los medios en que son dados a conocer pueden ser muy variados: libro, televisivo, radiofónico, prensa, etc.

## Ética en el periodismo de investigación
El foco está en trasmitir "la verdad periodística". La práctica profesional, en el proceso de documentación, usa estrategias y técnicas propias del medio en el que se publique.
Algunos teóricos dicen que todo proceso de documentación se considera investigación.
En esta metodología de trabajo, la teórica española Montserrat Quesada dice que solo en el momento en el que un reportero pasa a usar técnicas que nadie incorpora en la rutina de trabajo periodístico de actualidad, el reportaje se transforma en reportaje de investigación.
Estas estrategias específicas pueden ser "nada ortodoxas, a veces" secundó la teórica Cleofe Monteiro de Sequeira. Desde la infiltración del profesional en el centro del acontecimiento, la negociación con las fuentes, (la procedencia de la información) las escuchas telefónicas o las cámaras ocultas, por ejemplo.
El Código de Ética ￼de Periodistas Brasileños de la Federación Nacional de los Periodistas (FENAJ) fija las normas que regulan la actividad periodística. Estas normas son similares a las que se citan en el artículo 20 de la Constitución española. Puesto que, se apunta que el periodista no puede divulgar informaciones obtenidas de manera inadecuada, salvo en casos en los que se hayan agotado otras posibilidades de llegar a dicha información, y siempre que el interés y la relevancia social sean indiscutibles.

## El nuevo periodismo
Tras precedentes como Operación Masacre, de Rodolfo Walsh, alcanza su máximo exponente en obras como A sangre fría, de Truman Capote, o la obra de Tom Wolfe.

## El periodismo de investigación en Hispanoamérica
El Consejo de Redacción, ente que fortalece el periodismo investigativo en Colombia y América Latina “gracias a los recursos proporcionados por USAid” declaró que muchas investigaciones se detendrían a causa de la  suspensión de los pagos del gobierno de los EE. UU. a los periodistas independientes de Hispanoamérica.